# Западно-Сибирское восстание (1661—1665)
Западно-Сибирское восстание (1661—1665) — восстание коренных народов Западной Сибири с целью восстановить Сибирское ханство, проходившее на протяжении 1661—1665 годов.

## Боевые Действия
Летом 1661 года у Девлет-Гирея было 200 воинов.
В 1661 году состоялся поход тобольских служилых людей на кочевья Девлет-Гирея и Бугая, после которого под власть России вернулось 8 татарских семей и 214 семей башкир. Среди них были не только семьи, насильно захваченные Кучумовичами, но оказавшиеся у них по собственному желанию «государевы изменники». Возможно, что «государевы изменники» по указанию Кучумовичей и начали вести подрывную работу среди башкирского населения. Вскоре вспыхнуло Башкирское восстание (1662—1664). Башкиры «забыв бога, шерть свою и прадедов, и дедов, и отцов своих преступили и нарушили, великому государю изменили … и пристали к Сюлтюку и Кучуку салтану, иные и отъехали к нему». Сибирский царевич Кучук находится среди башкир Сибирской.
В начале 1663 года русскими схвачен сосьвинский остяк Умба, который рассказал, что берёзовские остяки уговорились подняться ещё весной 1662 года, по полой воде, но затем не пришли под Берёзов, что не могли призвать с собой в измену самоедов; но теперь они сговорились с самоедами и со всеми остяками, чердынскими и пелымскими, и порешено идти на Берёзов весною 1663 года. По указанию Умбы допросили других остяков и открыли обширный заговор: в 1661 году остяки снеслись с царевичем Девлет-Гиреем, и решили, что летом 1663 года идти под все сибирские города, царевичу прийти под Тобольск с калмыками, татарами и башкирцами; когда возьмут города и перебьют русских людей, царевичу сесть в Тобольске и владеть всею Сибирью, со всех городов брать ясак, а в Берёзове владеть обдорскому князьку Ермаку Мамрукову да Ивашке Лечманову. Они были схвачены, привезены в Березов, пытаны, повинились и повешены с 14 другими заговорщиками по распоряжению березовского воеводы А. П. Давыдова. Тобольский воевода князь Иван Андреевич Хилков написал Давыдову: «Ты учинил не по государеву указу, что березовских лучших остяков перевешал без вины, для своей бездельной корысти, норовя ворам, березовским ясачным сборщикам. По государеву указу велено было тебе разведывать в остяках измены и, которые из них объявятся в изменном деле, прислать ко мне в Тобольск, а самому не казнить».
В августе 1662 года восставшие разгромили слободы на реках Исети, Пышме, Режу, Утке, Нейве с деревнями их округи, выйдя таким образом в старо заселённое центральное Зауралье. Разбросанные малочисленные поселения русских не смогли остановить натиски восстания. Восставшие разрушили Катайский острог, первые селения Далматовского монастыря — Служнюю слободу и поселение на Нижнем Яру, недавно построенный Петропавловский монастырь с церковью на правом берегу Синары, при впадении её в Исеть. Нападениям подверглись слободы Барнёвская, Мехонская и Царёво Городище. Из Тюмени были отправлены отряды Ивана Павлова (сына воеводы М. Д. Павлова), казачьего и стрелецкого головы Самойла Блудова и «новоприбраных» рейтар майора Ульриха Сниттера, присланных из Тобольска. Войска дошли до Далматовского монастыря и Катайского острога, затем до озера Маян в район реки Течи, но «воры» уже ушли за пределы досягаемости русских войск.
Правительство царя Алексея Михайловича 29 сентября 1662 года послало тобольскому воеводе князю И. А. Хилкову указ «О чинении поисков над башкирцами». Осенью 1662 года русские ввели в район большую часть Тобольских и Тюменских служилых людей, включая два регулярных полка Дмитрия Полуехтова (Полуектова). На озере Иртяш башкиры были разбиты, но после обильного снегопада кочевники ушли от разгрома.
Переговоры зимой 1662—1663 годов о примирении сторон не увенчались успехом. В это время на Пустозёрск напала так называемая пустозёрская самоядь, а в землях около Мангазеи местные ненцы перебили служивых со сборщиками дани. Пустозёрский острог был взят ненцами, а его защитники погублены. Жившие вблизи Обдорска ненцы также восстали.
В июне 1663 года татары царевича Кучука и башкиры Урасланбека Бактыева (Баккина) (более 1000 человек) разгромили деревни по реке Режу, осадили Арамашеву слободу и Невьянский монастырь. Из Невьянского острога на помощь осаждённым был высланы рейтары под командованием майора Ольфера Иванова и солдаты под командованием капитан Макария Галасеина. Отряд попал в окружение. Положение спас своевременный подход войск полковника Д. Полуектова. Торгоутский тайша Дайчин в 1663 году неожиданно рассорился с башкирами и совершил на их кочевья набег. Осенью 1663 года султан Кучук сорвал общее выступление восставших башкир всех четырёх дорог, не появившись в месте общего сбора в районе болота Кочевань.
Большие потери, особенно в конном составе, понесённые отрядом Д. Полуехтова в 1662 году, вынудили придерживаться его оборонительной пассивной тактики, заключавшейся в рассредоточении сил по слободам, что привело к поражению отряда Д. Полуехтова 9 октября 1663 года на речке Березовке, в 15—20 км южнее Киргинской слободы, где он сам получил 3 ранения. Раненный Д. Полуектов был отозван в Тобольск, а его временно заменил рейтарский подполковник Василий Бланк (Бланка, Планка).
Весной 1664 года войска Д. Полуехтова разгромили восставших башкир в верховьях реки Миасса у озера Чарги, там был убит глава башкир Зауралья Урасланбек. Царевичи Кучук, Асан и Чучелей с отрядом в 300 человек, узнав о разгроме войсками Д. Полуектова в башкирских кочевьях, спешно откочевали из района верховий реки Уй на юг в район Яика. После этого многие башкиры с повинной вернулись обратно в российское подданство.
Летом 1664 года ратные люди под командованием подполковника Видима Филиппа Фальзенца (Вилима Филиппова) сорвали попытку царевича Асана, сына Девлет-Гирея, разорить русские поселения близ Невьянского монастыря.
В сентябре 1665 года царевич Кучук организовал набеги на Беляковскую, Киргинскую слободы и Мехонской острог. Он разорил окрестности, но взять их не смог, так как в них, помимо вооружённых жителей слобод, находилось около 700 служилых людей.